# Edith Windsor
Pour les articles homonymes, voir Windsor.

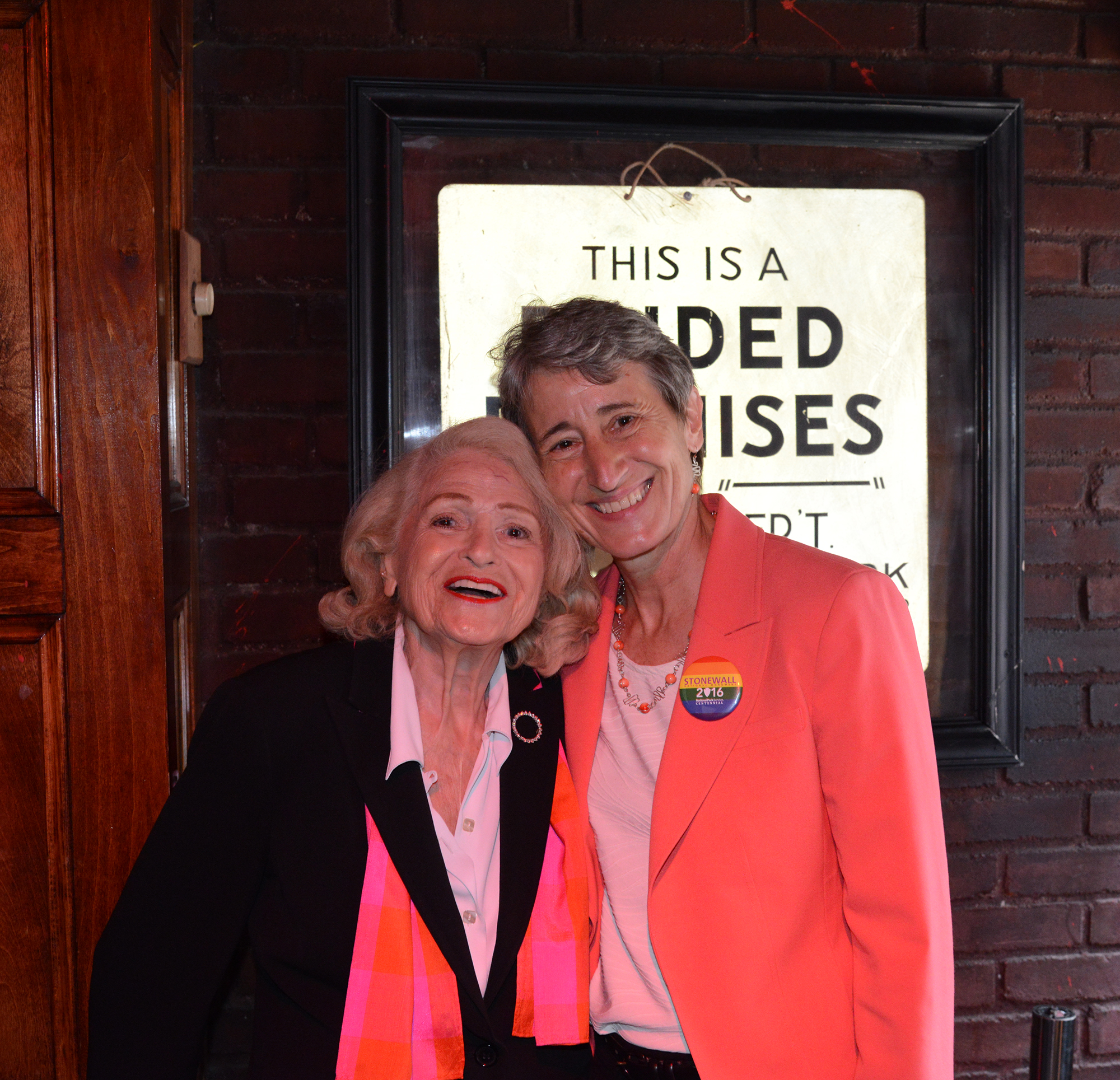
Edie Windsor et la secrétaire à l'Intérieur Sally Jewell.

Edith « Edie » Windsor (née Schlain le 20 juin 1929 et morte le 12 septembre 2017) est une militante des droits LGBT et informaticienne américaine. Elle a été responsable technologique chez IBM.
Elle était la plaignante principale dans l'affaire United States v. Windsor, qui a annulé l'article 3 de la Defense of Marriage Act et a été considérée comme une victoire juridique historique pour le mouvement du mariage homosexuel aux États-Unis.
Cette décision a contribué à étendre les droits, privilèges et avantages aux couples mariés de même sexe.

## Biographie
Windsor est née à Philadelphie, en Pennsylvanie, dans une famille d'immigrants juifs russes aux moyens modestes. Elle était la plus jeune de trois enfants,. Au cours de son enfance, sa famille a souffert de la Grande Dépression et son père a perdu son commerce et leur maison. À l'école, elle a parfois fait l'expérience de l'antisémitisme,. Lors de sa scolarité, elle est sortie avec des garçons mais a déclaré plus tard qu'elle se souvenait d'avoir eu le béguin pour des filles.
Windsor a reçu son baccalauréat de l'université Temple en 1950,. En 1955, elle a commencé à poursuivre une maîtrise en mathématiques, qu'elle a obtenue de l'université de New York en 1957. Elle a ensuite rejoint IBM, où elle a travaillé pendant seize ans. Pendant ce temps, elle a passé deux semestres à étudier les mathématiques appliquées à l'université Harvard dans le cadre d'une bourse IBM.

## Carrière
Pendant ses études à l'université de New York, Windsor a travaillé pour le département de mathématiques de l'université, saisissant des données pour UNIVAC. Elle a également travaillé comme programmeur chez Combustion Engineering, Inc., où elle a travaillé avec des physiciens et l'UNIVAC,.
Après avoir obtenu sa maîtrise en mathématiques en 1957 à l'université de New York, Windsor a commencé à travailler dans des postes techniques et de gestion supérieurs chez IBM en 1958. Son travail chez IBM était principalement lié à l'architecture des systèmes et à la mise en œuvre de systèmes d'exploitation et logiciels de traitement automatique du langage naturel.
Windsor a commencé sa carrière chez IBM en tant que programmeur mainframe. En mai 1968, elle atteint le titre désignant le poste technique de plus haut niveau chez IBM, programmeur principal de systèmes. Elle était bien connue autour d'IBM pour ses « compétences de débogage de premier ordre ».
Windsor a également aidé la Commission de l'énergie atomique et a même fait l'objet d'une enquête par le FBI. Windsor craignait que ce soit à cause de son homosexualité cachée dans le contexte de la peur violette. Elle a découvert plus tard que l'enquête avait en réalité été lancée en raison des liens de sa sœur avec le syndicat de l'enseignement.
En 1975, Windsor a quitté IBM et est devenu le président fondateur de PC Classics, une société de conseil spécialisée dans les projets de développement de logiciels. Au cours de cette période de consultation, Windsor a aidé de nombreux groupes LGBTQ à devenir « alphabétisés en technologie ».

## Vie privée
Saul Windsor était le meilleur ami du frère aîné d'Edie, qu'elle connaissait et respectait depuis de nombreuses années. Ils sont allés à l'université ensemble et pendant leur troisième année, Saul a proposé le mariage et Edie a accepté. Leur relation a pris fin à un moment au cours des fiançailles quand Edie est tombée amoureuse d'une camarade de classe. Cependant, après qu'Edie a décidé qu'elle ne voulait pas vivre sa vie de lesbienne, ils se sont réconciliés et se sont mariés après l'obtention de leur diplôme, en mai 1951. Ils ont divorcé moins d'un an après, le 3 mars 1952 et elle lui a confié qu'elle désirait ardemment être avec des femmes. Peu de temps après son divorce, Windsor a quitté Philadelphie pour New York.
Windsor a rencontré Thea Spyer, une psychologue née à Amsterdam, en 1963 à Portofino, un restaurant à Greenwich Village. Lors de leur première rencontre, chacune était déjà en couple. Elles se sont parfois vues lors d'événements au cours des deux prochaines années, mais ce n'est que lors d'un voyage à Long Island au printemps 1965 qu'elles ont commencé à se fréquenter,,,.
Pour aider à garder la relation secrète de ses collègues, Windsor a inventé une relation avec le frère fictif de Spyer, Willy   - qui était en fait une poupée d'enfance appartenant à Windsor   - pour expliquer les appels téléphoniques de Spyer au bureau. En 1967, Spyer a demandé Windsor en mariage, bien que ce ne soit pas encore légal aux États-Unis. Craignant qu'une bague de fiançailles traditionnelle puisse exposer l'orientation sexuelle de Windsor à ses collègues, Spyer a plutôt proposé une épingle en diamant circulaire.
Six mois après leur mariage, Windsor et Spyer ont emménagé dans un appartement à Greenwich Village.
En 1977, Spyer a reçu un diagnostic de sclérose en plaques progressive. La maladie a provoqué une paralysie progressive mais toujours croissante. Windsor a profité de sa retraite anticipée pour devenir soignante à temps plein pour Spyer, et le couple a continué d'ajuster son comportement quotidien pour s'adapter,,.
Windsor et Spyer ont conclu un partenariat domestique à New York en 1993  En s'inscrivant le premier jour disponible, elles ont reçu le certificat numéro quatre-vingt.
Spyer a subi une crise cardiaque en 2002 et a reçu un diagnostic de sténose aortique. En 2007, ses médecins lui ont dit qu'elle avait moins d'un an à vivre. New York n'avait pas encore légalisé le mariage homosexuel, alors le couple a choisi de se marier à Toronto, Canada, le 22 mai 2007  avec le premier juge ouvertement gay du Canada, le juge Harvey Brownstone , présidant, et avec l'aide d'un cinéaste et militant du mariage homosexuel familier avec les lois des deux pays. Une annonce de leur mariage a été publiée dans le New York Times . Spyer est décédée de complications liées à sa maladie cardiaque le 5 février 2009. Après la mort de Spyer, Windsor a été hospitalisé pour une cardiomyopathie de stress.
Le 26 septembre 2016, Windsor a épousé Judith Kasen à l'hôtel de ville de New York. Au moment du mariage, Windsor avait 87 ans et Kasen en avait 51,.
Windsor était également membre de la synagogue non confessionnelle de la Congrégation Beit Simchat Torah , qui s'est décrite comme la plus grande synagogue LGBT du monde.
En octobre 2019, les mémoires de Windsor Une vie sauvage et précieuse ont été publiés par St.Martin's Press. L'écriture a commencé avant la mort de Windsor en 2017 et a été complétée par son co-auteur Joshua Lyon. Il a également été publié sous forme de livre audio, lu par Donna Postel et Joshua Lyon.

## Activisme
En juin 1969, Windsor et Spyer revinrent de leurs vacances en Italie pour découvrir que les émeutes de Stonewall avaient commencé la nuit précédente. Au cours des années suivantes, le couple a participé publiquement aux marches et événements LGBT. Ils ont également prêté leur Cadillac cabriolet à des organisations de défense des droits des LGBT.
Après son départ d'IBM en 1975, elle a accru son implication dans les organisations LGBT. Elle s'est portée volontaire pour les Gay & Lesbian Advocates & Defenders, la East End Gay Organization le LGBT Community Center, 1994 Gay Games New York, et a aidé à fonder Old Queers Acting Up, un groupe d'improvisation utilisant des sketchs pour résoudre des problèmes de justice sociale. Elle a siégé au conseil d'administration de Services & Advocacy for GLBT Elders (SAGE) de 1986 à 1988 et de nouveau de 2005 à 2007.
Windsor a continué d'être un défenseur public du mariage homosexuel dans les années qui ont suivi l' arrêt United States v. Windsor . Elle a aidé la sénatrice Dianne Feinstein et la représentante Jerrold Nadler à présenter la Loi sur le respect du mariage lors d'une conférence de presse à Washington, DC en 2011. Elle était également une fervente partisane du groupe israélien de défense des droits des LGBT A Wider Bridge,. En 2013, Time Magazine a nommé Windsor finaliste du prix de la personne de l'année, perdant seulement face au pape François. Plus tard dans la vie, elle est devenue une fervente partisane du plus grand groupe LGBTQ + de New York, le Lesbian & Gay Big Apple Corps, les appelant "son groupe". Ils ont donné un concert intitulé The Roaring Music of Women: A Tribute to the Iconic Edie Windsor en son honneur le samedi 7 avril 2018 

## États-Unis c.Windsor
À la mort de Spyer, le 5 février 2009, Windsor est devenue l'exécuteur testamentaire et l'unique bénéficiaire de la succession de Spyer, par l'intermédiaire d'une fiducie révocable. Windsor devait payer 363 053 $ en taxes successorales fédérales sur son héritage de la succession de son épouse,. Si la loi fédérale avait reconnu la validité de leur mariage, Windsor aurait eu droit à une déduction pour conjoint illimitée et n'aurait payé aucun impôt fédéral sur les successions,.
Windsor a demandé à bénéficier de l'exemption de l' impôt fédéral sur les successions pour les conjoints survivants . Elle a été empêchée de le faire par l'article 3 de la loi sur la défense du mariage (DOMA) (codifié à 1 U.S.C. § 7 ), qui prévoyait que le terme « conjoint » ne s'appliquait qu'aux mariages entre un homme et une femme. L'Internal Revenue Service a conclu que l'exemption ne s'appliquait pas aux mariages homosexuels, a rejeté la demande de Windsor et l'a obligée à payer 363 053 $ en taxes successorales,.
En 2010, Windsor a déposé une plainte contre le gouvernement fédéral devant le tribunal de district américain du district sud de New York, demandant un remboursement parce que la DOMA a distingué les couples de même sexe légalement mariés pour « traitement différencié par rapport à d'autres couples de situation similaire sans justification »,. En 2012, la juge Barbara S. Jones a jugé que l'article 3 de la DOMA était inconstitutionnel en vertu des garanties d'une procédure régulière du cinquième amendement et a ordonné au gouvernement fédéral d'émettre le remboursement d'impôt, y compris les intérêts. La Cour d'appel du deuxième circuit des États-Unis l'a confirmée dans une décision 2-1 plus tard en 2012,,.
La Cour suprême des États-Unis a entendu des arguments oraux dans l'affaire en mars 2013 et, en juin de la même année, a rendu une décision 5-4 affirmant que l'article 3 de la DOMA était inconstitutionnel « en tant que privation de liberté de la personne protégée par le cinquième amendement », :25

## Reconnaissance

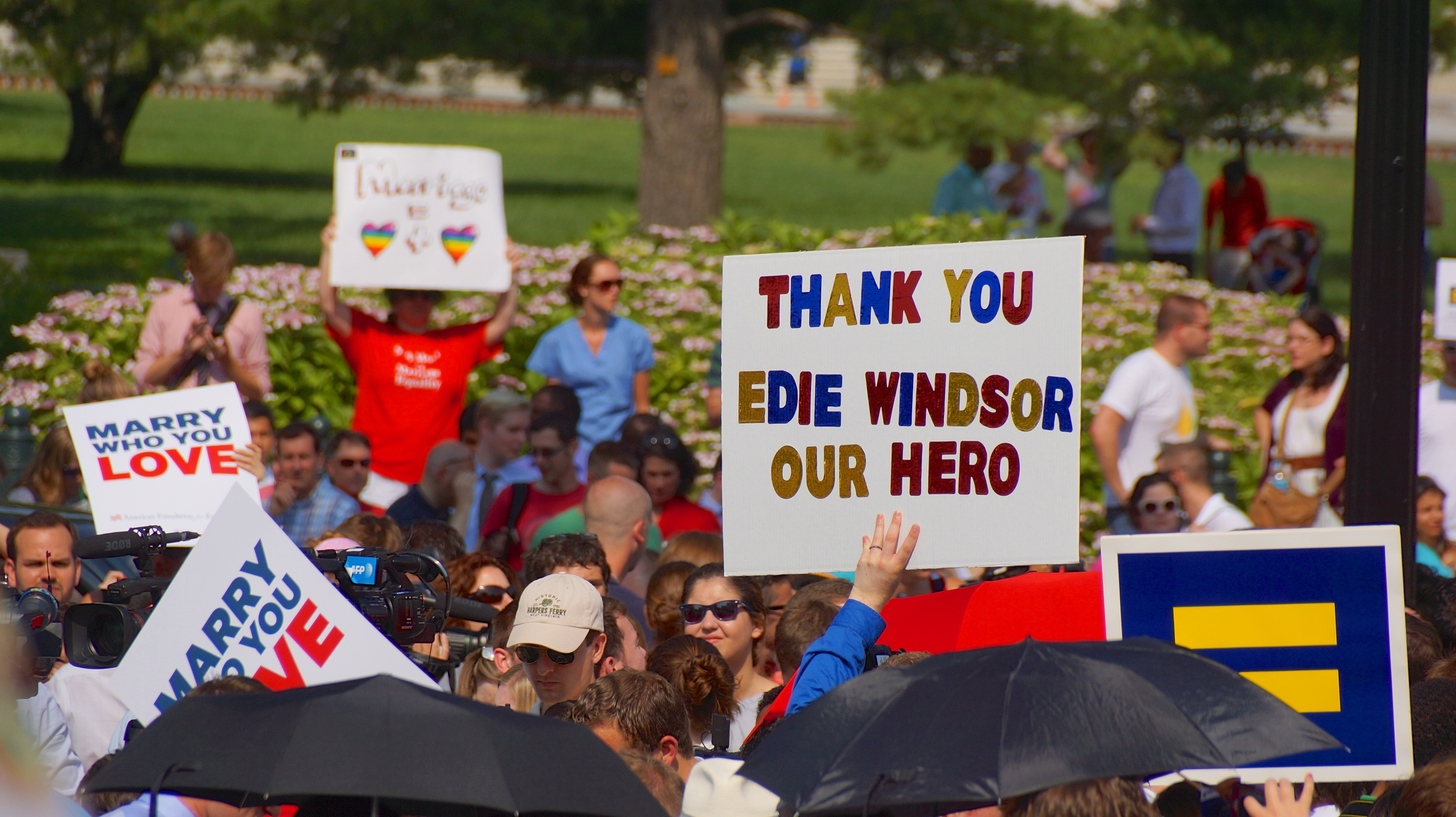
Pancarte remerciant Edie Windsor lors d'un rassemblement en faveur du mariage homosexuel.

Windsor a été honorée par la National Computing Conference en 1987 en tant que « pionnier des systèmes d'exploitation ».
À l'occasion du 70e anniversaire de Windsor en 1999, le Fonds Edie Windsor pour les vieilles lesbiennes a été offert à Windsor par Spyer et leurs amis. Il est maintenu et administré par la Fondation Open Meadows et fournit des subventions à des projets pour et par des lesbiennes âgées.
Un documentaire de 2009, Edie & Thea: A Very Long Engagement, de Susan Muska et Greta Olfsdottir, documente la vie et le mariage de Windsor et Spyer,. Le DVD du film contient une entrevue complète avec le juge Harvey Brownstone, le juge canadien qui a officié au mariage Windsor / Spyer.
Elle a été la Grand Marshall de la marche des fiertés LGBT de New York 2013,.
Elle a été finaliste, avec le pape François, pour la personnalité de l'année selon Time Magazine en 2013.
Windsor a été honorée en tant que lauréate du Gala des huit sur quatre-vingts du New Jewish Home 2014.
Le 22 mai 2014, elle a reçu un doctorat honoris causa en lettres humaines de l'université Johns-Hopkins,.
En juin 2014, Windsor est retournée à Toronto, la ville où elle a épousé Thea Spyer, pour recevoir un prix à WorldPride. Pendant son séjour à Toronto, elle est apparue dans l'émission matinale nationale de CTV Television Network, Canada AM, avec Harvey Brownstone, le juge de Toronto qui a officié lors de son mariage.
Le 26 juin 2014, Windsor a figuré sur LOGO Trailblazers 2014 de Logo TV,.
En 2016, Lesbians Who Tech a lancé le Edie Windsor Coding Scholarship Fund.
En 2018, un bloc de la South 13th Street à Philadelphie a été nommé Edie Windsor Way.
En juin 2019, Windsor était l'un des cinquante premiers «pionniers, pionniers et héros» américains à être intronisé au Mur d'honneur national LGBTQ au sein du Stonewall National Monument (SNM) dans le Stonewall Inn de New York,. Le SNM est le premier monument national américain dédié aux droits et à l' histoire des LGBTQ  tandis que le dévoilement du mur devait avoir lieu au cours du 50e anniversaire des émeutes de Stonewall.

## Décès
Le 12 septembre 2017, Judith Kasen-Windsor confirme que Windsor est décédée à Manhattan. L'ancien président américain Bill Clinton, le gouverneur de New York Andrew Cuomo, le sénateur californien Dianne Feinstein et divers politiciens et célébrités ont publié des mots d'hommage sur leurs comptes Twitter. L'ancienne secrétaire d'État Hillary Clinton s'est exprimée lors de ses funérailles.